# Posek
Posek (hebr. פוסק, osoba podejmująca decyzje; l.mn. Poskim, פוסקים) – w judaizmie osoba podejmująca decyzje w sprawach Halachy w sytuacjach, gdy opinie autorytetów religijnych były rozbieżne, dawały możliwość szerokiej interpretacji lub w sprawach dotyczących współczesnego świata (nowe sytuacje). Często posek określany bywa mianem sędziego. Dokument wydany przez poseka nosi nazwę psak din (orzeczenie) i jest wiążący w danej sprawie.